# Рингкёбинг-Скьерн (коммуна)
Рингкёбинг-Скьерн (дат. Ringkøbing-Skjern Kommune) — датская коммуна в составе области Центральная Ютландия. Площадь — 1488,82 км², что составляет 3,45 % от площади Дании без Гренландии и Фарерских островов. Численность населения на 1 января 2008 года — 58368 чел. (мужчины — 29618, женщины — 28750; иностранные граждане — 2457).
В состав коммуны входят Рингкёбинг (Ringkøbing), Скьерн (Skjern).

## История
Коммуна была образована в 2007 году из следующих коммун:
- Эгвад (Egvad)
- Рингкёбинг (Ringkøbing)
- Скьерн (Skjern)
- Видебек (Videbæk)
- Хольмсланн (Holmsland)

## Изображения

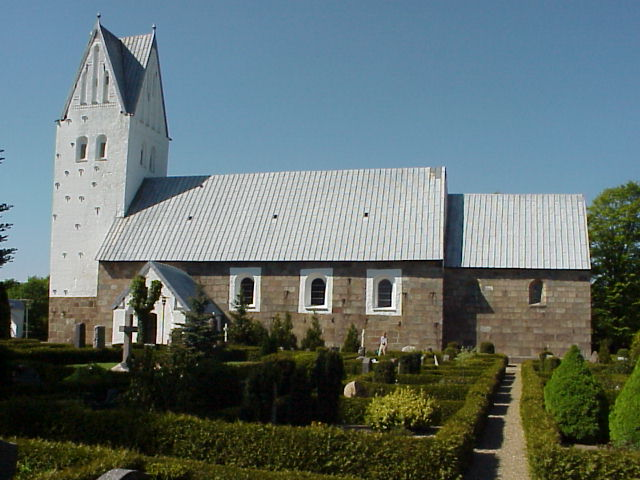